# اشیل، نورفک
اشیل، نورفک (به انگلیسی: Ashill, Norfolk) یک روستا و محله مدنی در بریتانیا است که در منطقه برککلند واقع شده‌است. آشیل ۱۲٫۲۶ کیلومتر مربع مساحت و ۱٬۴۲۶ نفر جمعیت دارد.